# آلبالوی خراسانی
آلبالوی خراسانی (نام علمی: Prunus chorassanica) مترادف (نام علمی: Cerasus chorassanica) نام یکی از گونه‌های زیرسرده گیلاس (زیرسرده) است. این زیرسرده در ایران ۹ گونه درخت و درختچه دارد که اکثراً در مناطق کوهستانی و صخره‌ای پراکنده‌اند.